# Storm över Washington
Storm över Washington (engelska: Advise & Consent) är en amerikansk politisk dramafilm från 1962 i regi av Otto Preminger. Filmen är baserad på romanen Advise and Consent av Allen Drury. I huvudrollerna syns Walter Pidgeon och Henry Fonda. 

## Handling
USA:s president (Franchot Tone) nominerar Robert A. Leffingwell (Henry Fonda) som utrikesminister. Presidentens hälsa är dålig och han gör sin sista ämbetsperiod; han tvivlar på att vicepresidenten Harley Hudsen (Lew Ayres) effektivt kan leda administrationens valda utrikespolitik.
Leffingwells nominering är kontroversiell inom USA:s senat, som har en konstitutionell plikt att utreda alla tillsättningar som presidenten gör. Under denna avslöjas det att Leffingwell för många år sen var medlem i kommunistpartiet och nu börjar spelet bakom stängda dörrar.

## Rollista i urval
| Franchot Tone    | – Presidenten                 |
| Lew Ayres        | – Vice-presidenten            |
| Henry Fonda      | – Robert Leffingwell          |
| Walter Pidgeon   | – Senator Majority Leader     |
| Charles Laughton | – Senator Seabright Cooley    |
| Don Murray       | – Senator Brigham Anderson    |
| Peter Lawford    | – Senator Lafe Smith          |
| Gene Tierney     | – Dolly Harrison              |
| Burgess Meredith | – Herbert Gelman              |
| Eddie Hodges     | – Johnny Leffingwell          |
| Paul Ford        | – Senator Stanley Danta       |
| George Grizzard  | – Senator Fred Van Ackerman   |
| Inga Swenson     | – Ellen Anderson              |
| Paul McGrath     | – Hardiman Fletcher           |
| Will Geer        | – Minoritetsledaren i senaten |

## Produktion
Den vid den tiden före detta vicepresidenten Richard Nixon erbjöds rollen som vicepresident i filmen, men vägrade och påpekade allvarliga fel i manuset.
Detta var Charles Laughtons sista film; han led av cancer under inspelning och dog sex månader efter filmen haft premiär.

## Utmärkelser
Filmen nominerades till en guldpalm vid Cannes filmfestival, och Burgess Meredith vann National Board of Reviews pris för bästa biroll. Charles Laughton nominerades till en BAFTA för bästa utländska skådespelare.